# Rita Sadzevičienė
Rita Sadzevičienė, z domu Snarskaitė (ur. 27 października 1977) – litewska lekkoatletka, tyczkarka.
Dziewięciokrotna mistrzyni Litwy (stadion – 1998, 2000–2002; hala –  1998–2000, 2003, 2005).
Była rekordzistka kraju.